# Városlőd-Kislőd vasútállomás
Városlőd-Kislőd vasútállomás egy Veszprém vármegyei vasútállomás, melyet a MÁV üzemeltet.
Kislőd közigazgatási területének keleti szélén helyezkedik el, a belterülettől másfél-két kilométerre dél-délkeletre, a másik névadó településhez, Városlődhöz valamivel közelebb, nyugati irányban. Közúti elérését a két települést összekötő 73 121-es számú mellékút biztosítja.

## Vasútvonalak
Az állomást az alábbi vasútvonalak érintik:
- Székesfehérvár–Szombathely-vasútvonal

## Kapcsolódó állomások
A vasútállomáshoz az alábbi állomások vannak a legközelebb:
- Városlőd megállóhely (Székesfehérvár–Szombathely-vasútvonal)
- Ajka vasútállomás (Székesfehérvár–Szombathely-vasútvonal)

## Forgalom
| Járat        | Útvonal | Gyakoriság   |
| ------------ | --- | ------------ |
| személyvonat | Budapest-Déli – Budapest-Kelenföld (← Gárdony) – Székesfehérvár – Várpalota – Pétfürdő – Öskü – Hajmáskér – Veszprém – Ajka (← Ajka-Gyártelep ← Devecser ← Somlóvásárhely ← Tüskevár ← Karakószörcsök ← Kerta ← Boba ← Nemeskocs ← Celldömölk)                                    | Napi 1 pár   |
| személyvonat | Veszprém – Márkó – Herend – Szentgál – Városlőd – Városlőd-Kislőd – Ajka – Ajka-Gyártelep – Devecser – Somlóvásárhely – Tüskevár – Karakószörcsök – Kerta – Boba – Nemeskocs – Celldömölk – Kemenesmihályfa – Nagysimonyi – Ostffyasszonyfa – Sárvár – Porpác – Vép – Szombathely | Napi 3-4 pár |